# Осио Хэйхатиро
Осио Хэйхатиро (大塩 平八郎; 4 марта 1793 — 1 мая 1837) — японский религиозно-философский мыслитель, представитель школы неоконфуцианства Ван Янмина в Осаке, революционер и руководитель восстания 1837 года в Японии против режима сёгунов Токугава. Получил прозвище «всемирный спаситель» (ёнаоси даймёдзин) за желание восстановить справедливость

## Биография
Родился в 1793 или 1796 году, был старшим сыном в самурайской семье. С 13-летнего возраста был ёрики (конным самураем-полицейским), занимал наследственный пост начальника городской стражи города Осака. Не бравший взяток Осио, обнаружив коррупцию высокопоставленного чиновника, в 1830 году подал в отставку и отправился в паломничество, с которого началось его духовное пробуждение. Вернувшись в Осаку, открыл собственную школу, где преподавал неоконфуцианское учение, и издал сборник используемых им текстов.
В социальном плане отражал интересы низших слоев самурайства. Во время свирепствовавшего в 1833—1837 годах голода Тэмпо неоднократно обращался к властям Осаки и сёгуната с планами спасения городского населения, в том числе предлагая раздавать рис голодающим беднякам, однако его идеи отклонили. В поднятом им в ответ в феврале 1837 восстании против сёгунской администрации Осаки и местного купечества приняли участие как самураи, так и городская беднота. Осио заблаговременно продал книги своей библиотеки, а на вырученные деньги нанял крестьян из окрестных сёл. Он планировал забрать спрятанные богачами и чиновниками провольствие и средства, чтобы раздать их нуждающимся жителям города.
25 марта 1837 года Осио разослал по городу письмо, в котором критиковал политику сёгуната относительно голода. Подняв флаг с надписью «Спасаем народ!», он собрал более двадцати учеников-самураев в своей частной школе Сэнсиндо, поджёг собственную усадьбу и выступил к набережной, где находились дома богатых купцов. Благодаря грабежу кладовых с рисом и раздаче продуктов, силы восставших возросли до 300 человек. Однако в ходе уличных боёв с регулярной армией сёгуната они все разбежались. Правительственные войска использовали артиллерию, огонь которой вызвал пожар в Осаке. В результате сгорела пятая часть деревянного города. Отряды восставших были вскоре окончательно разбиты. Через 40 дней полиция выследила предводителя восставших, и Осио покончил жизнь посредством ритуального самоубийства.